# Чехословаччина на літніх Олімпійських іграх 1932
Чехословаччина взяла участь в Літніх Олімпійських іграх 1932 року в Лос-Анджелесі (США) в четвертий раз. До утворення Чехословаччини (1918) на Іграх виступала команда Богемії.
Через триваючу Велику депресію і великі витрати на поїздку до Сполучених Штатів уряд Чехословаччини відмовився фінансувати поїздку олімпійської команди Чехословаччини, однак завдяки вуличному збору коштів сім найкращих спортсменів Чехословаччини (усі — чоловіки) змогли взяти участь у Олімпіаді 1932 і виступили дуже вдало, завоювавши 1 золоту, 2 срібних і 1 бронзову медаль.

## Медалісти
Золото
- Ярослав Скобла — Важка атлетика, важка вага.

 Срібло
- Вацлав Пшенічка — Важка атлетика, важка вага.
- Йозеф Урбан — Греко-римська боротьба, Надважка вага.

 Бронза
- Франтішек Доуда — Легка атлетика, штовхання ядра.

## Учасники
| Спортсмен       | Дисципліна                              | Місце          |
| --------------- | --------------------------------------- | -------------- |
| Ярослав Скобла  | Важка атлетика, важка вага              | Золото         |
| Вацлав Пшенічка | Важка атлетика, важка вага              | Срібло         |
| Йозеф Урбан     | Греко-римська боротьба, надважка вага   | Срібло         |
| Франтішек Доуда | Легка атлетика, штовхання ядра          | Бронза         |
| Франтішек Доуда | Легка атлетика, метання диска           | 15             |
| Андрей Енгель   | Легка атлетика, Біг на 100 метрів       | (кваліфікація) |
| Андрей Енгель   | Легка атлетика, Біг на 200 метрів       | (кваліфікація) |
| Оскар Гекш      | Легка атлетика, марафонський біг        | 8              |
| Їндріх Маудр    | Греко-римська боротьба, напівлегка вага | 4-й раунд      |